# Оскар Мунс
Оскар Мунс (нід. Oscar Moens, нар. 1 квітня 1973) — колишній нідерландський футболіст, який грав на позиції воротаря. Після завершення кар'єри обіймав посади в тренерському штабі роттердамської «Спарти» та «Феєнорда».

## Кар'єра

### Початок кар'єри
Вихованець столичного «Аякса», але до першої команди не пробився і розпочав свою професійну футбольну кар'єру у команді СВВ у сезоні 1990/91, де він був дублером Йопа Гіле. Після його першого сезону в клубі команда об'єдналася з «Дордрехтом 90», де Оскар провів ще рік, але теж був запасним воротарем і на поле не виходив, так і не дебютувавши у вищому дивізіоні.
У сезоні 1992/93 років Мунс перейшов в «Ексельсіор» з другого дивізіону, де одразу став основним воротарем. В зимове трансферне вікно сезону 1995/96 років він підписав контракт з вищоліговим «Гоу Егед Іглз», але за підсумками того сезону вилетів разом із ним до другого дивізіону..Наприкінці цього сезону він перейшов у іншу команду вищого дивізіону, АЗ (Алкмар), за суму 750 000 гульденів (340 000 євро).

### АЗ
У АЗ Оскар став одним з найкращих гравців і його викликали до національної збірної. Голова клубу Дірк Шерінга був настільки задоволений результатами Мунса, що АЗ запропонував йому безпрецедентний для Ередивізі на той час десятирічний контракт на 1,5 мільйона гульденів на рік з головним спонсором DSB. Це означатиме, що Мунс продовжуватиме грати в клубі протягом десяти років, а головному спонсору DSB буде дозволено використовувати зображення Мунса в рекламних цілях протягом того ж часу. Однак цей контракт не пройшов розгляд Belastingdienst (податкова та митна адміністрація), а подальший конфлікт між Мунсом і Шерінгою призвів до того, що Мунс наприкінці сезону 1999/00 років був відсторонений від основної команди на невизначений термін.
У сезоні 2000/01 Оскар був відданий в оренду клубу «Росендал», після чого повернувся в АЗ, де він грав до завершення сезону 2002/03 років.

### Подальша кар'єра
У грудні 2003 року італійський клуб Серії В «Дженоа» уклав контракт з Мунсом, втім так за генуезців голландець і не дебютував і вже у травні 2004 року повернувся на батьківщину, ставши як вільний агент гравцем клубу «Віллем II», де він повинен був замінити Герта де Влігера.
Мунс провів сильний перший рік, завдяки чому він був відкликаний до збірної Нідерландів з футболу і в кінці сезону вболівальники визнали його гравцем року. Однак по ходу другого сезону 2005/06 роках він отримав серйозну травму ноги. Вона виявилася серйознішою, ніж очікувалося, і того року Мунс більше не грав за «Віллем II», який зрештою вирішив не продовжувати з воротарем свій контракт, що закінчувався.
Влітку 2006 року Оскар перейшов до ПСВ у ролі другого воротаря після Еурелью Гомеша, замінивши Едвіна Зутебіра, який перейшов до «НАК Бреди». З ПСВ він став чемпіоном країни, зігравши у тому сезоні два матчі чемпіонату. Однак Мунс не був задоволений своєю роллю резервного воротаря, тому після цього вирішив розірвати контракт і завершити футбольну кар'єру у віці 33 років.
Наприкінці березня 2008 року було оголошено, що «Віллем II» хотів би аби Мунс відновив кар'єру і став резервним воротарем команди, оскільки і Майкел Артс, і Бйорн Сенгіер страждали від травм. Однак правила KNVB забороняли залучати гравців без клубу поза трансферним вікном, тому Мунс продовжував підтримувати форму у клубі і у неділю, 20 липня 2008 року, «Віллем II» оголосив, що підписав однорічний контракт з Оскаром, який став другим воротарем. Він вдруге завершив кар'єру в 2009 році, так і не зігравши жодної гри.

### Сполучені Штати і завершення кар'єри
У грудні 2009 року до Мунса звернувся Ерік Таммер, з яким він грав у «Гоу Егед Іглз» у 1995—1996 роках, і попросив його приєднатися до створеної ним команди «Дейтон Датч Лайонз», яка дебютувала у 2010 році в нижчих лігах США. Мунс погодився і грав за «Дейтон» з квітня по серпень 2010 року в USL Premier Development League, провівши 15 матчів.
У грудні 2010 року Мунс повернувся до Нідерландів, де приєднався до роттердамської «Спарти», де втретє завершив кар'єру в кінці сезону 2010/11.

## Міжнародна кар'єра
Мунс провів два матчі за національну збірну Нідерландів. 13 жовтня 1998 року він дебютував у товариському матчі з Ганою в ГелреДомі в Арнемі, який завершився з рахунком 0:0, а Оскар у перерві замінив Едвіна ван дер Сара. Його другий і останній матч за збірну відбувся 10 листопада 2001 року проти Данії (1:1), де він провів весь матч.

## Тренерська кар'єра
Завершивши ігрову кар'єру, Мунс залишився працювати у структурі роттердамської «Спарти». У травні 2014 року було оголошено, що його призначили тренером в Академії Фейєнорда, де він буде спеціалізуватися на тренуванні воротарів. Через два роки він став координатором воротарів «Фейєнорда». Він залишив посаду в лютому 2020 року після розбіжностей з керівництвом.

## Титули і досягнення
- Чемпіон Нідерландів (1):

ПСВ: 2006/07